# Mistrzostwa Polski Par Klubowych na Żużlu 2001
Mistrzostwa Polski Par Klubowych na Żużlu 2001 – zawody żużlowe, mające na celu wyłonienie medalistów mistrzostw Polski par klubowych w sezonie 2001. Rozegrano trzy turnieje eliminacyjne oraz finał, w którym zwyciężyli zawodnicy WTS-u Wrocław.

## Finał
- Piła, 22 czerwca 2001
- Sędzia: Józef Piekarski

| Miejsce | Kluby                              | Suma | Zawodnicy                                        | Punkty                                            |
| ------- | ---------------------------------- | ---- | ------------------------------------------------ | ------------------------------------------------- |
| złoto   | Atlas Wrocław                      | 25   | Jacek Krzyżaniak Sebastian Ułamek Robert Sawina  | 13 (3,3,2,1,2,2) 1 (1,0,–,–,–,–) 11 (–,–,3,2,3,3) |
| srebro  | Bractwo Polonia Bydgoszcz          | 23   | Tomasz Gollob Piotr Protasiewicz Michał Robacki  | 14 (2,2,3,2,2,3) 9 (1,1,0,3,3,1) ns               |
| brąz    | Radson Malma Włókniarz Częstochowa | 21   | Grzegorz Walasek Artur Pietrzyk Tomasz Jędrzejak | 13 (3,1,3,2,1,3) 8 (0,3,0,3,0,2) ns               |
| 4       | Pergo Gorzów Wlkp.                 | 17   | Piotr Świst Rafał Okoniewski Mariusz Staszewski  | 9 (1,3,2,2,0,1) 8 (2,0,1,0,2,3) ns                |
| 5       | RKM Rybnik                         | 14   | Mariusz Węgrzyk Dariusz Śledź Rafał Szombierski  | 12 (2,3,3,1,1,2) 2 (0,0,2,0,d,0) ns               |
| 6       | ZKŻ Polmos Zielona Góra            | 13   | Andrzej Huszcza Maciej Kuciapa Rafał Kurmański   | 11 (3,2,1,1,3,1) 2 (0,1,–,0,1,0) 0 (–,–,0,–,–,–)  |
| 7       | BGŻ S.A. Polonia Piła              | 13   | Jacek Gollob Sławomir Drabik Tomasz Gapiński     | 4 (1,2,0,1,d,–) 9 (2,0,1,3,1,2) 0 (–,–,–,–,–,0)   |